# Sendlinger Mordweihnacht

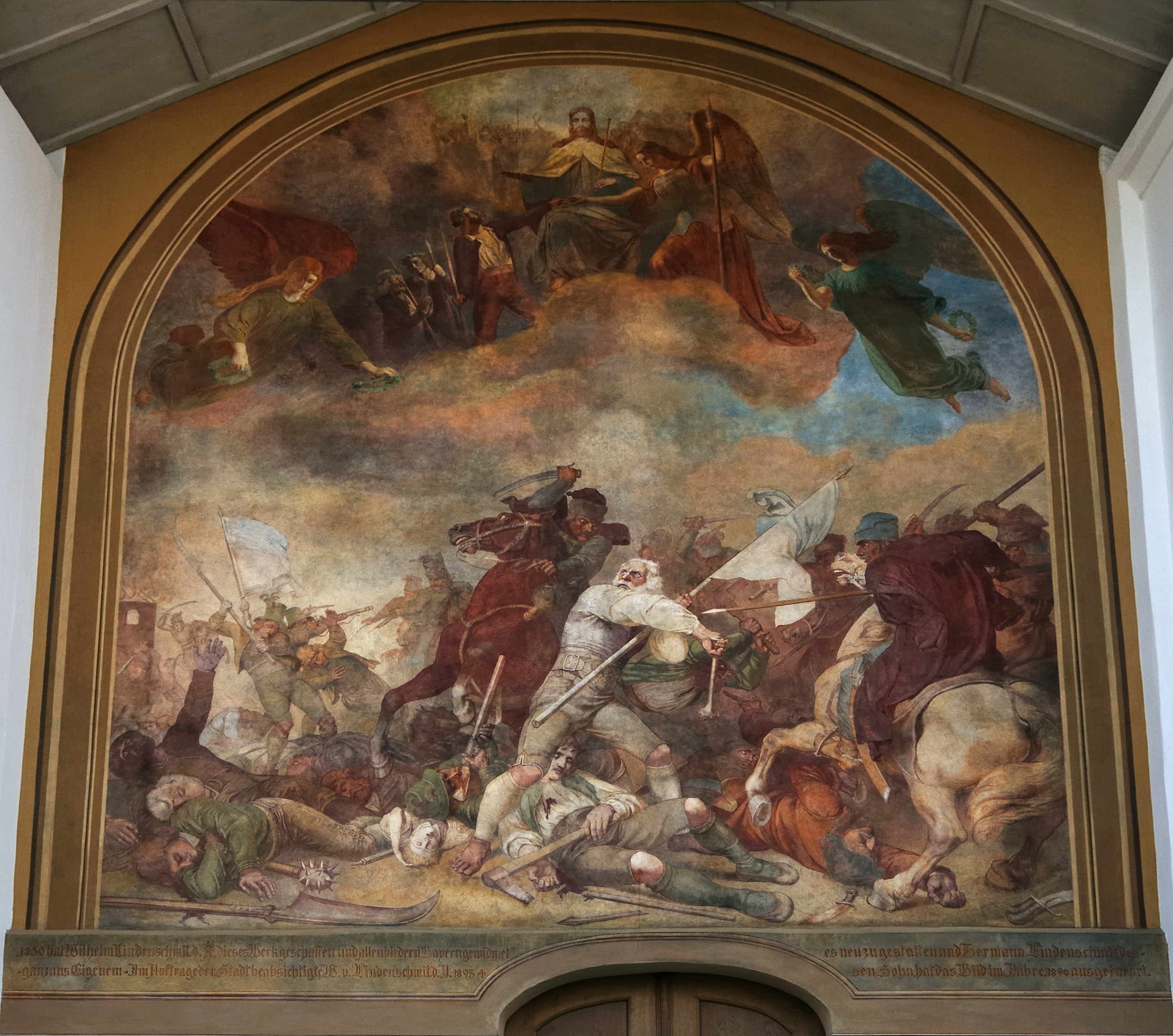
Die Sendlinger Bauernschlacht 1705, Detail aus dem Fresko von Wilhelm Lindenschmit d. Ä. an der alten Pfarrkirche in Sendling.

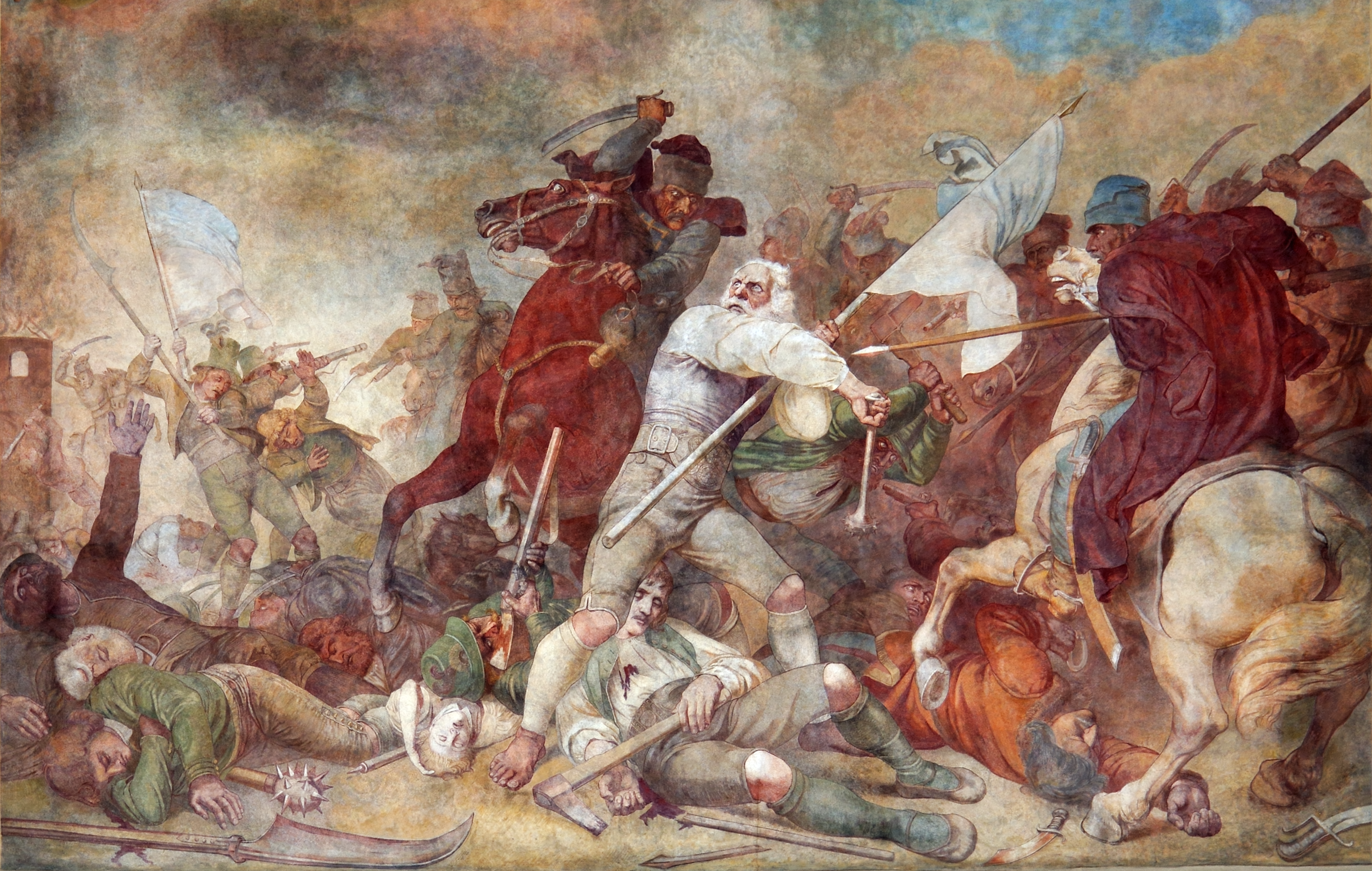
Detail aus dem Fresko von Wilhelm Lindenschmit dem Älteren

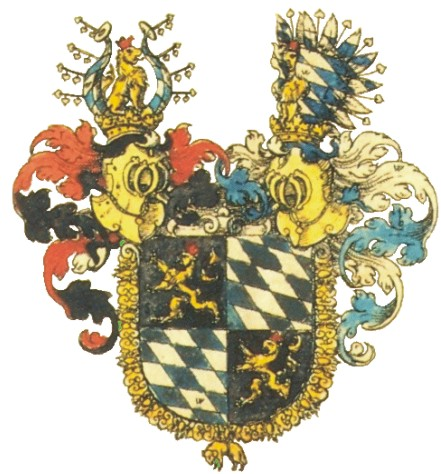
Wappen von Bayern, 1703

Die Sendlinger Mordweihnacht, auch Sendlinger Blutweihnacht oder Sendlinger Bauernschlacht genannt, war eine kriegerische Auseinandersetzung in der Nacht zum 25. Dezember 1705 in Sendling bei München, in der bayerische Aufständische von Truppen der Reichsarmee unter dem Oberbefehl des habsburgischen Kaisers Joseph I. besiegt und völlig aufgerieben wurden. Die Truppen töteten dabei einen Teil der Aufständischen, die sich bereits ergeben und die Waffen niedergelegt hatten. Die Zahl der auf bayerischer Seite Getöteten kann man dank guter Quellenlage auf etwa 1100 beziffern, auf Seiten der Reichsarmee gab es etwa 40 Tote. Der Schlacht vorausgegangen war ein Versuch der Aufständischen, die Stadt München einzunehmen.

## Vorgeschichte

### Exilierung des Bayerischen Kurfürsten
Mit dem Beginn des Spanischen Erbfolgekriegs scherte Bayern in einer aufsehenerregenden diplomatischen Aktion aus der Großen Haager Allianz der Republik der Vereinigten Niederlande, des Königreichs England und der meisten Territorien des Heiligen Römischen Reiches Deutscher Nation aus. Im Konflikt, der zwischen Paris und Wien um die Krone Spaniens ausgefochten werden sollte, würde Bayern zu Frankreich halten. Die Entscheidung brachte das Land zwar in das frühere Bündnis zurück, das bis in die 1670er Jahre bestanden hatte; Kurfürst Max Emanuel hatte jedoch nach seinem Machtantritt 1678 selbst den Wechsel von Frankreich zum Erzherzogtum Österreich betrieben, weil er – mit einer Österreicherin verheiratet – auf eine politische Standeserhöhung gehofft hatte, wie sie vom Kaiserhaus in Wien ausgehen konnte. Die Belohnung hätte in Anbetracht des bayerischen Engagements im Türkenkrieg in einer Königswürde liegen können. Der Bündniswechsel von 1702 kam nach dieser Vorgeschichte als politischer Eklat Bayerns gegenüber den Territorien des Reichs und als Bruch des Bündnisses, das Max Emanuel selbst eingegangen war.
Der Spanische Erbfolgekrieg (1702–1712) sollte letzten Endes zwar einen annehmbaren Defensiverfolg Frankreichs erbringen, er endete für die bayerischen Truppen jedoch vorzeitig mit der Schlacht von Höchstädt, in der französische und Bayerns Truppen den Alliierten unterlagen. Für Frankreich bedeutete die Schlacht einen Einschnitt, für den kleineren Partner Bayern das militärische Aus. Max Emanuel wurde mit Reichsacht belegt und begab sich unter französischer Protektion nach Brüssel, wo er bereits in den 1690er Jahren als Statthalter der Spanischen Niederlande residiert hatte.
Die Regentschaft der Wittelsbacher ging vorübergehend in die Hände der bayerischen Kurfürstin Therese Kunigunde, bevor das Regiment des römisch-deutschen Kaisers in München einzog und die Stadt und die Territorien unter seine österreichische Hausmacht brachte.

### Erste Aufstände

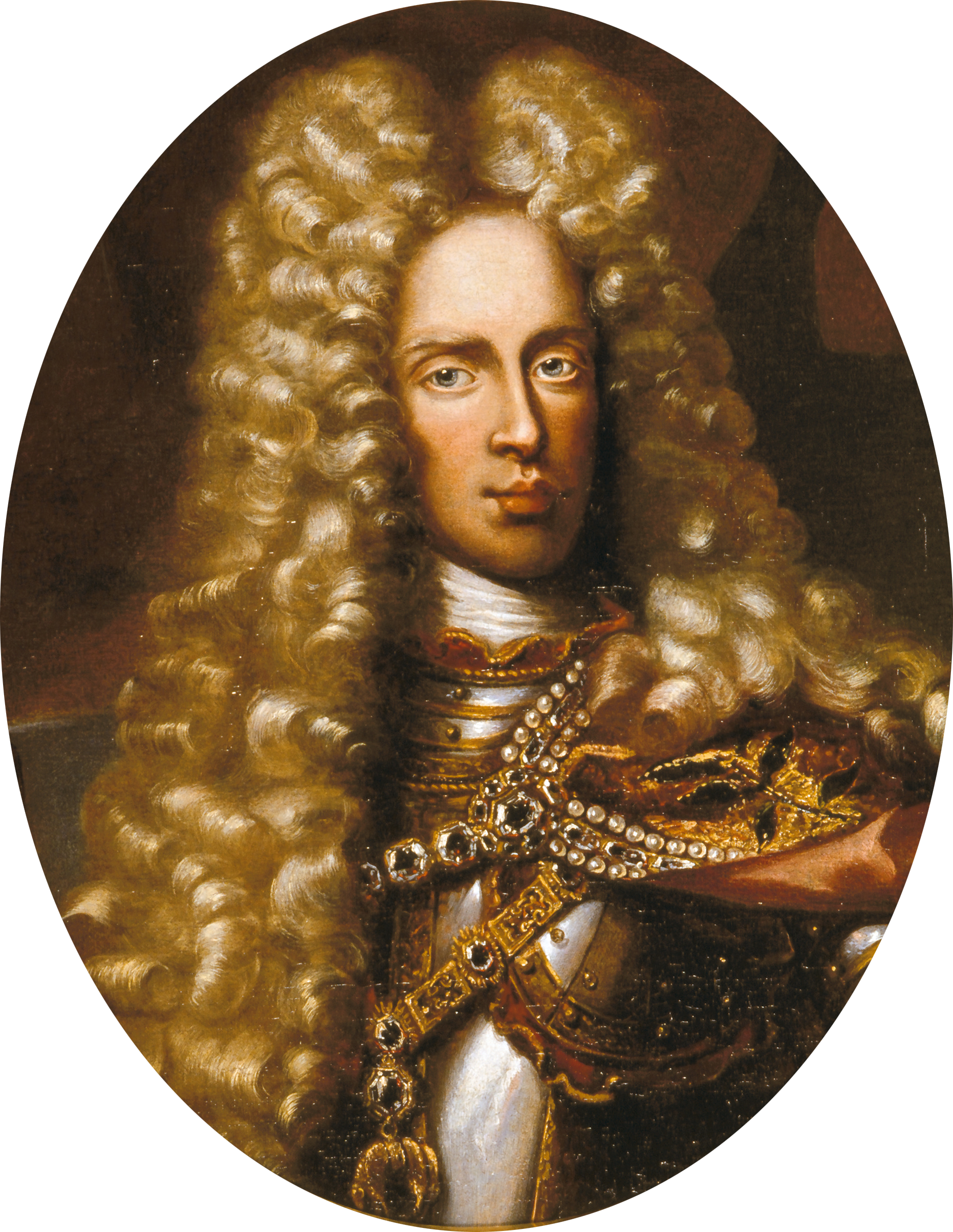
Die Besatzungspolitik des Kaisers Joseph I. führte zum Oberländischen Bauernaufstand

Die Bedingungen, die Kaiser Leopold I. der bayerischen Kurfürstin im Vertrag von Ilbesheim zu Beginn des Machtvakuums gewährte, waren großzügig. Unter anderem blieb München unter ihrer unmittelbaren Herrschaft. Leopold I. wollte mit dieser Politik zeitraubende Kämpfe mit den Garnisonen in den bayerischen Städten vermeiden. Im Frühjahr 1705 verstarb jedoch Leopold I., und sein Sohn und Nachfolger Joseph I. ließ das bayerische Oberland und die Residenzstadt München besetzen. Er ließ außerdem die Steuern drastisch erhöhen und quartierte Truppen ein. Im Herbst 1705 wurde eine Zwangsaushebung im ganzen Kurfürstentum angeordnet. Die Soldaten der kaiserlichen Administrationen gingen bei der Rekrutierung und dem Eintreiben von Versorgungsleistungen äußerst brutal vor, worunter vor allem die Landbevölkerung zu leiden hatte.
Als Konsequenz kam es zu ersten Aufständen und Gewalttätigkeiten der von der Zwangsaushebung betroffenen Männer in der Oberpfalz, in Niederbayern und in der Gegend um Tölz, die bereits die Losung für die folgenden Revolten prägten: „Lieber bairisch sterbn [sterben], als wie kaiserlich verderbn [verderben]“. Anfang Oktober wurden bei Neunburg vorm Wald achtzehn Rekruten, die zur Armee abgeführt werden sollten, auf offener Straße befreit. Trotz des Einschreitens der kaiserlichen Truppen breiteten sich die Aufstände in Niederbayern und der Oberpfalz – im sogenannten Unterland – schnell aus.

### Erste Erfolge des Aufstands und Braunauer Parlament
Mit der Ausbreitung der Revolten übernahmen verstärkt Offiziere, Adlige, Beamte und Handwerker die Führung der Aufständischen und gaben den Umsturzbestrebungen das Ziel, die Rentämter Bayerns zu übernehmen. Zunächst wurde Burghausen belagert, das sich am 16. Dezember 1705 den Aufständischen ergab, genauso wie kurz darauf Braunau. Diese beiden Städte wurden damit zu den militärischen und politischen Zentren der Aufstandsbewegung. Hier entstand auch das erste demokratische Gebilde des neuzeitlichen Europa, die sogenannte Gmein der Bürger und Bauern bzw. das „Braunauer Parlament“.
Nach diesen beiden Niederlagen versuchten die kaiserlichen Besatzer in Waffenstillstandsverhandlungen mit den Aufständischen zu treten, die eine Delegation unter Freiherr Franz Bernhard von Prielmayr nach München entsandten. Währenddessen eroberten die Aufständischen die Stadt Schärding  und unter Führung des Matthias Kraus die Stadt Kelheim. Die inzwischen in Anzing bei München abgehaltenen Verhandlungen ergaben einen zehntägigen Waffenstillstand.

## Münchener Verschwörung
Die Zeit des Waffenstillstands nutzten die Aufständischen, im Besonderen Matthias Ägidius Fuchs und Georg Sebastian Plinganser, zur Ausarbeitung eines Plans, wie die kaiserliche Besatzungsmacht aus München vertrieben werden könnte. Die kaiserlichen Soldaten sollten im Norden Bayerns durch Aufstände gebunden werden. Die Aufständischen wollten sie dann im Südosten umgehen und in einem Sternmarsch auf München marschieren. Zugleich sollte die ehemalige Münchener Bürgerwehr die Aufständischen innerhalb der Stadtmauer unterstützen. Man beschloss, sich nicht an den Waffenstillstand zu halten und mit der Aktion so schnell wie möglich zu beginnen.
Die Münchener Verschwörer unter der Führung von Johann Jäger begannen umgehend mit den Vorbereitungen, während Fuchs die Aufständischen im Oberland mobilisierte. Am 19. Dezember 1705 rief Fuchs im Tölzer Patent alle Oberländer dazu auf, sich zu bewaffnen und sich bis zum 22. Dezember im Kloster Schäftlarn zu versammeln.
In diesem Tölzer Patent wurde behauptet, dass die kurfürstlichen Prinzen, die noch in München lebten, nach Österreich entführt werden sollten, was Fuchs durch ein gefälschtes Schreiben zu belegen versuchte. Zudem behauptete er, der Kurfürst Max Emanuel würde den Aufstand mittragen und so bald wie möglich zu den Aufständischen stoßen. Das Tölzer Patent diente vor allem dazu, patriotische Gefühle anzusprechen und eventuelle Legitimitätsbedenken auszuräumen. Wo dieser Appell an die Heimatliebe und Untertanentreue zur Mobilisierung des Volkes nicht ausreichte, half man mit Druck und Zwang nach. So drohte Johann Christoph Kyrein, Bürgermeister von Tölz, seinen Bürgern mit dem Entzug der Bürgerrechte, sollten sie sich dem Aufstand verweigern; im gesamten Land wurden Bauern vor die schwere Wahl gestellt, entweder ihre Söhne und Knechte mit den aufständischen Truppen ziehen oder ihre Höfe in Schutt und Asche legen zu lassen.

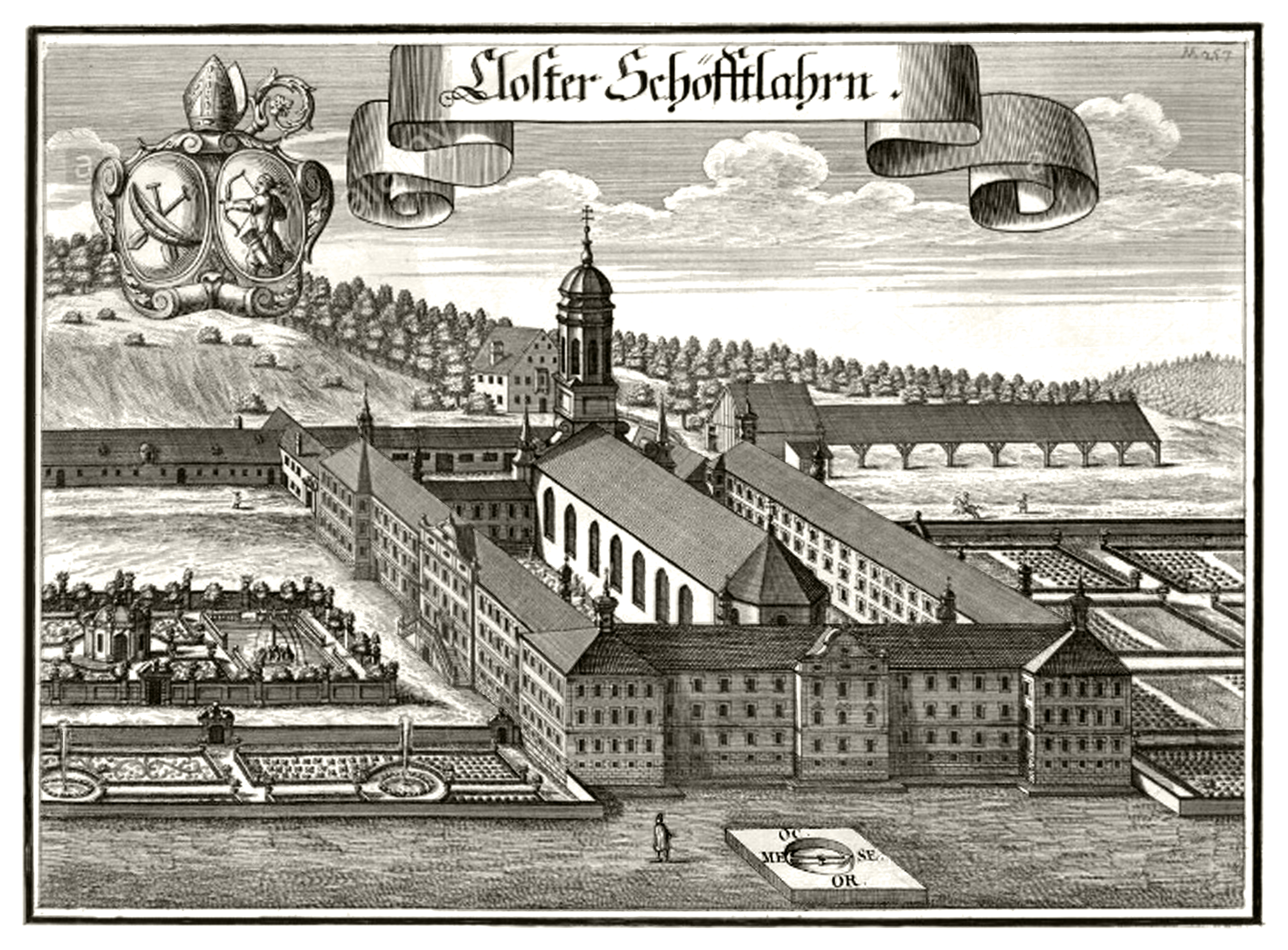
Kloster Schäftlarn auf einem Stich aus dem Jahre 1701. Zur Zeit der Mordweihnacht wurde gerade an dem Klosterneubau gearbeitet

Am 21. Dezember 1705 fanden sich insgesamt 2769 Mann Fußvolk und etwa 300 Reiter mit völlig unzureichender Ausrüstung und Bewaffnung im Kloster Schäftlarn ein. Auch in München liefen letzte Vorbereitungen; Raketensignale sollten den Aufständischen außerhalb der Stadtmauern die Bereitschaft der Münchener anzeigen. Doch nun kam es zu ernsten Problemen: Der Verbindungsmann zwischen Ober- und Unterland, der Anzinger Postmeister Franz Kaspar Hierner, erschien nicht zum vereinbarten Treffen in München, die Verbindung zum Unterland war damit abgebrochen. Zudem musste sich der Anführer der Münchener Aufständischen, Jäger, der in München bereits durch die kaiserliche Administration überwacht wurde, zu den Oberländern absetzen. Hinzu kam noch, dass einige Städte und Gemeinden, die bereits Unterstützung der Aufstände zugesichert hatten, diese aus Angst vor Repressalien widerriefen.

## Marsch auf München
Am Heiligen Abend gegen Mittag begannen die Aufständischen ihren Marsch auf München. In Solln erhielten sie die nächste schlechte Nachricht: Die Münchener Verbündeten würden die geplanten Aktionen nicht mehr wie besprochen durchführen können. Die kaiserlichen Besatzer hatten die Truppen verstärkt und Soldaten patrouillierten in der Stadt. Rückzugswünsche wurden mit Gewalt unterdrückt, die Aufständischen sollten weiter auf München zumarschieren. Gegen Mitternacht erreichte der Tross der Oberländer Sendling, wo das Kommando im örtlichen Wirtshaus Stellung bezog, während das gemeine Volk in eisiger Winternacht im Freien kampierte. Die Unterländer standen währenddessen mit etwa 16.000 Mann bei Zorneding in der Nähe von Ebersberg, wo sie von kaiserlichen Truppen am Weitermarsch gehindert wurden. Die kaiserlichen Besatzer waren, angeblich durch Verrat des Starnberger Pflegers Johann Joseph Öttlinger, inzwischen längst über die geplante Aktion der Aufständischen im Bilde.

## Angriff und Massaker an den Aufständischen

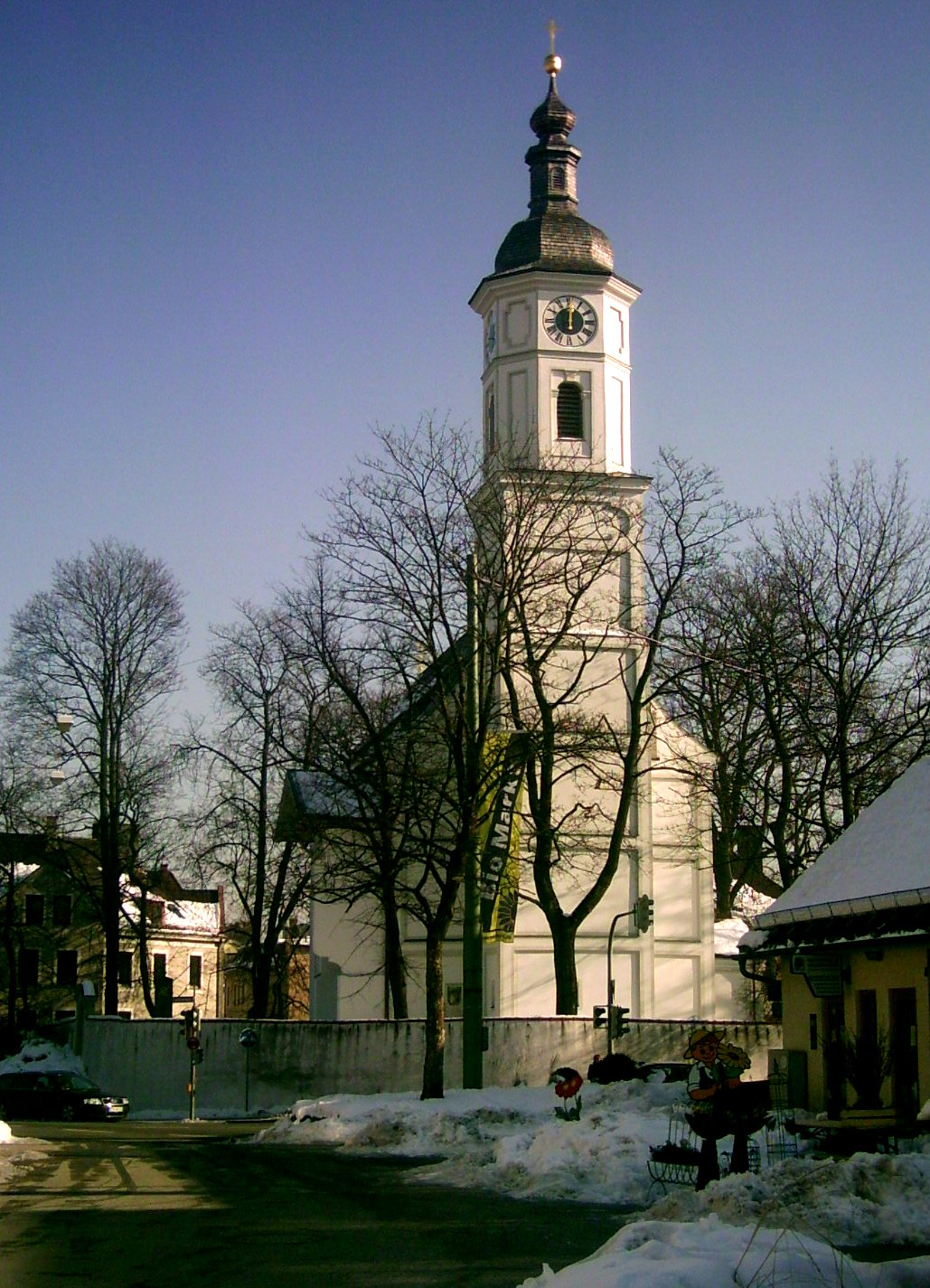
Alte Pfarrkirche St. Margaret in Sendling, errichtet von 1711 bis 1713 als Ersatz für den bei der Mordweihnacht zerstörten Vorgängerbau

Die Oberländer teilten ihren Tross nun in drei Gruppen: Leicht- und Unbewaffnete sollten in Sendling bleiben, während die anderen beiden Gruppen sich vor Angertor und Rotem Turm postierten. Die Münchener Verbündeten sollten die Stadttore um 1 Uhr früh des 25. Dezembers öffnen, was aber nicht geschah. Dennoch konnte zunächst unter der Führung von Johann Georg Aberle der Rote Turm fast kampflos erobert werden; die Besatzer zogen sich auf das dahinterliegende, stärker befestigte und leichter zu verteidigende Isartor zurück, an dem die Aufständischen dann auch scheiterten. Sie wurden in der Folge sogar wieder hinter den Roten Turm zurückgedrängt, wo sie sich verbarrikadierten. Im Morgengrauen wurden die Rebellen aus Osten, von der stadtabgewandten Seite her, von kaiserlichen Truppen angegriffen und aufgerieben.
Einige Aufständische konnten sich nach Sendling durchschlagen, wo sie sich erneut verschanzten. Kurz darauf nahmen auch hier die kaiserlichen Truppen Aufstellung. Die aufständischen Oberländer ergaben sich und legten ihre Waffen nieder. Die kaiserlichen Offiziere gewährten nur scheinbar Pardon und ließen die entwaffneten Aufständischen an Ort und Stelle niedermetzeln.
Einige letzte Überlebende flüchteten auf den Friedhof der alten Pfarrkirche in Sendling in der Hoffnung, die kaiserlichen Truppen würden zumindest am Weihnachtstag den geweihten Bezirk achten und sie dort nicht töten. Doch auch hier kannten die Besatzer kein Pardon und töteten jeden; auch die Kirche wurde mehr oder weniger vollständig zerstört und Sendling geplündert. Als einer der letzten Verteidiger soll der sagenhafte „Schmied von Kochel“ gefallen sein. Nur wenigen Aufständischen gelang die Flucht.
Entgegen landläufiger Auffassung wurde das Blutbad bei Sendling nicht von österreichischen Soldaten selbst angerichtet, sondern von einem würzburgischen Infanterieregiment aus dem Kontingent des fränkischen Reichskreises der unter kaiserlichem Befehl stehenden Reichsarmee. Auch ungarische Husaren waren beteiligt. Sie machten ohne Pardon insbesondere Flüchtende nieder.
Der für die Zeit der Kabinettskriege ungewöhnliche Gewaltexzess dieses Massakers hat historische Vorläufer z. B. in der brutalen Unterdrückung der Bauernaufstände des 16. Jahrhunderts. Gerade weil die kaiserlichen Truppenführer nicht mit „ebenbürtigen“ Gegnern, sondern unbotmäßigen Aufrührern konfrontiert waren, konnte jegliche Rücksicht und Hemmung fallengelassen werden. Der blanke Hass, mit dem die adeligen Offiziere gegen die Aufständischen vorgehen ließen, resultierte auch aus der Erkenntnis, dass diese mit ihrem demokratischen Ansatz ein überaus gefährliches Gegenmodell zum absolutistischen Staat in die Welt gesetzt hatten.
Als unmittelbares Vorbild mag man den Terror ansehen, den die Streifcorps des Herzogs von Marlborough nach der Schlacht am Schellenberg bei Donauwörth vom 2. Juli 1704 in großen Teilen des westlichen Kurfürstentums Bayern ausübten, indem sie „etwa 400 Dörfer mit 7565 Wohnstätten“ in Schutt und Asche legten.

## Zusammenbruch des bayerischen Volksaufstands
Nach diesem Massaker sammelten die kaiserlichen Soldaten die etwa 500 noch lebenden Verwundeten ein und brachten sie nach München, wo man sie vor dem Jesuitenkolleg, der heutigen Alten Akademie neben der Michaelskirche, gefangen hielt. Um die Verwundeten durfte sich auf Befehl der Administration drei Tage niemand kümmern, um so weitere Aufstandsgedanken im Keim zu ersticken.
Die Unterländer Aufständischen hatten noch am Abend des 25. Dezember in ihrem Hauptquartier in Steinhöring Nachricht von der Niederlage der Oberländer vor München erhalten. Da der Plan einer Zangenoperation damit gescheitert war, wurde umgehend der Rückzug gegen Braunau eingeleitet.
Unterdessen hatte die kaiserliche Administration in München einige Untersuchungen über die Entstehung des Aufstandes angestellt. Als Ergebnis dieser Untersuchungen wurde am 28. Dezember durch den kaiserlichen Generalgouverneur General von Kriechbaum eine Generalamnestie für einfache Aufstandsteilnehmer verkündet, zugleich suchte man intensiv nach noch flüchtigen Rädelsführern und verhängte empfindliche Geldbußen gegen die beteiligten Grundherrschaften und Marktgemeinden. Eine Untersuchungskommission begann die Gefangenen zu verhören, deren Aussagen führten zu einer breiten Verhaftungswelle. Kurz darauf wurden die ersten Urteile verkündet und vollstreckt: Die Leutnants Johann Clanze und Johann Georg Aberle und die Münchner Bürger Johann Georg Kidler und Sebastian Senser wurden am 29. Januar 1706 auf dem Münchner Schrannenplatz (heute Marienplatz) enthauptet, die beiden letzteren zusätzlich gevierteilt. Gleiches widerfuhr am 17. März dem Gastwirt Johann Jäger. Ignaz Haid und Hauptmann Mayer blieben bis zur Rückkehr des Kurfürsten 1715 in Haft. Die beteiligten Beamten wurden ihrer Ämter enthoben und eine große Zahl von Personen mit Geldstrafen belegt. Einigen wenigen Aufständischen gelang die Flucht: Hierner, Hallmayr, Schöttl und Engelhart sowie die Pflegrichter Dänkel, Alram, Schmid und Eder konnten entkommen, Kriegskommissär Fuchs, Leutnant Houis und Hauptmann Gauthier gelang es sogar, sich bis nach Brüssel zum Kurfürsten durchzuschlagen.
Parallel dazu machte sich die kaiserliche Administration in München an die endgültige Niederwerfung des Aufstandes. Am 1. Januar 1706 begann Generalwachtmeister von Kriechbaum über Neumarkt und Eggenfelden einen weiteren Vorstoß in Richtung Vilshofen. Am 8. Januar traf er bei Aidenbach auf ein etwa 4000 Mann starkes Bauernheer, das unter hohen eigenen Verlusten mit geschätzt etwa 2000 Gefallenen vollständig zerrieben wurde. Mit der Niederlage von Aidenbach war die Widerstandskraft der Aufständischen endgültig gebrochen. Am 13. Januar wurde Schärding, am 16. Cham, am 17. Braunau den Kaiserlichen übergeben und am 18. Januar 1706 kapitulierte Burghausen als letzte Stadt, die sich noch in der Hand der Landesdefension befand. Die Volkserhebung, deren Höhe- und Wendepunkt die Schlacht von Sendling bedeutete, war damit niedergeschlagen.
Die kaiserliche Verwaltung wählte in der Folge einen moderateren Kurs, die Zwangsrekrutierungen wurden eingestellt und die Steuerforderungen gesenkt, so dass sich Bayern in den noch folgenden neun Jahren unter kaiserlicher Herrschaft zumindest in bescheidenem Maße wieder erholen konnte.

## Nachwirkungen

### Geschehnisse nach der Sendlinger Mordweihnacht
Nach der letzten militärischen Auseinandersetzung zwischen den Aufständischen und den kaiserlichen Truppen brach der bayerische Widerstand vollständig zusammen. Innerhalb von nur drei Wochen waren auf bayerischer Seite insgesamt knapp 10.000 Opfer zu verzeichnen.
Die zeitgenössische Rezeption des Aufstands war ambivalent. Von Max Emanuel, der in Brüssel von den Ereignissen unterrichtet wurde, ist überliefert, dass er nicht die geringsten Sympathien für die Bauern hatte, die vor München für seine Rückkehr protestierten. Stimmen die Berichte, so teilte er die österreichische Sicht, nach der jeder vergleichbare Aufstand im Keim erstickt werden musste. Seine wie Österreichs Machtausübung durften an dieser Stelle keine Toleranz gegen Bauernrevolten zulassen. Anders bewertete Max Emanuel 1707 den Aufstand ungarischer Adeliger zu seinen Gunsten, der ebenfalls niedergeschlagen wurde. Hier galt eine Standesklausel: Ein Adelsaufstand hatte politische Dimension, eine Bauernrevolte stellte dagegen die ständische Ordnung der Gesellschaft und damit die herrschende Stellung des Adels und der Fürsten in Frage und war daher ein nicht zu duldender Aufruhr.
Österreich festigte seine Position durch die Gewaltmaßnahme – ein Riss in den österreichisch-bayerischen Beziehungen war jedoch langfristig die Folge, getragen von einem Gefühl auf Seiten der Bevölkerung, die eine eigene Erinnerungskultur aufbaute.
Mit den Frieden von Utrecht, Rastatt und Baden wurden die Weichen gestellt für die Zeit nach dem Spanischen Erbfolgekrieg. Max Emanuel kehrte 1715 nach München zurück, sein politischer Status war auf die Situation vor dem Krieg zurückgesetzt. Münchens Bevölkerung bereitete ihm einen triumphalen Empfang, Bayern feierte die Rückkehr zu den alten Verhältnissen.
Im Zuge der Entwicklung, die in der zweiten Hälfte des 18. und in der ersten Hälfte des 19. Jahrhunderts zur Herausbildung eines bayerischen Patriotismus führte, fand auch eine Aufwertung des Aufstands von 1705 statt. Die in der Bevölkerung erstarkenden Gefühle des bayerischen Separatismus und der Loyalität zum Herrscherhaus wurden von oben dazu genutzt, eine angeblich schon immer zwischen dem Volk und der Regentschaft bestehende Verbindung zu behaupten und zu betonen. Der bayerische Aufstand mit der Sendlinger Mordweihnacht bot Ereignisse mit Symbolkraft, die zur Verklärung dieser Verbindung dienen konnten.

### Gedenken und heutige Wirkung

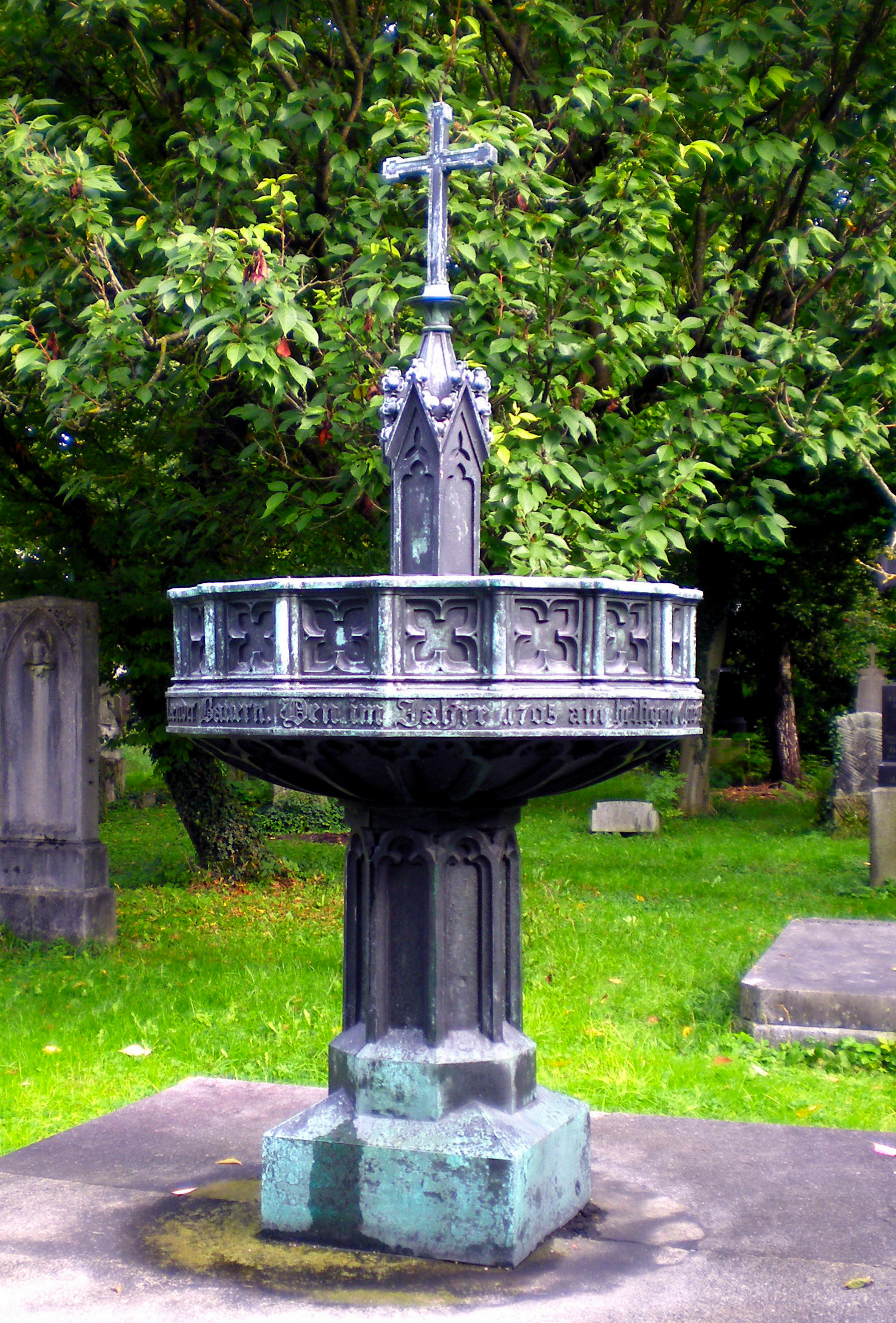
Denkmal zur Erinnerung an die Opfer des Bauernaufstandes, der Sendlinger Mordweihnacht von 1705 im alten Alten Südlichen Friedhof

Das Schmied-von-Kochel-Denkmal an der Lindwurmstraße

Von den Leichen der in der Sendlinger Mordweihnacht getöteten Aufständischen wurden auf dem alten Sendlinger Friedhof schätzungsweise ein- bis zweihundert und bis zu 800 auf dem alten südlichen Friedhof, dem früheren Pestfriedhof (vor den Toren der Stadt, auf dem Weg nach Sendling) begraben. Heute erinnern auf beiden Friedhöfen Denkmäler an die Opfer des bayerischen Aufstands.
Das klassizistische Denkmal auf dem alten Sendlinger Friedhof stammt aus dem Jahr 1830. Für den Alten Südlichen Friedhof hatte der Mundartforscher Johann Andreas Schmeller 1818 erstmals angeregt, in Erinnerung an die Sendlinger Mordweihnacht ein Denkmal zu errichten. Dort befand sich in der Nähe der südlichen Friedhofsmauer ein großer, verwahrloster Grabhügel ohne Grabmal, unter dem nach der Überlieferung mehr als 500 Opfer der Bauernschlacht begraben sein sollten. Ein erster Entwurf für das Denkmal von Franz Schwanthaler dem Älteren wurde vom königlichen Hofarchitekten Friedrich von Gärtner überarbeitet. König Ludwig I. spendete eine 234 kg schwere Kanone, die zu einer sechzehneckigen Brunnenwanne umgearbeitet wurde. Am 1. November 1831 wurde das Denkmal unter großer Anteilnahme der Bevölkerung feierlich enthüllt (Gräberfeld 6 – Reihe 16 – Platz 24/27).
Gegenüber der alten Kirche St. Margaret auf der anderen Seite der Lindwurmstraße steht ein Denkmal für den sagenhaften Schmied von Kochel, der der Legende nach als letzter der Aufständischen fiel. Initiiert hatte das Monument mit Brunnen 1904 der Archivrat Ernst von Destouches, die Grundsteinlegung erfolgte 1905 bei der 200-Jahr-Gedenkfeier in Anwesenheit des Prinzregenten Luitpold. Die Plastik wurde von Carl Ebbinghaus gestaltet, die Architektur von Carl Sattler. Eingeweiht wurde das fertiggestellte Denkmal 1911.
Ein weiteres Denkmal für den Schmied von Kochel steht auf dem Dorfplatz von Kochel am See. Es handelt sich um eine überlebensgroße Gusseisen-Statue auf einem Felsbrockenfundament. Das Denkmal wurde von Anton Kaindl geschaffen und am 27. Mai 1900 eingeweiht. Anlässlich des 200. Jahrestags wurde am 20. August 1905 in Waakirchen das Oberländerdenkmal enthüllt.
Bis heute finden alljährlich im Dezember an verschiedenen Orten (u. a. in München-Sendling, Bad Tölz, Kochel und Waakirchen) Gedenkveranstaltungen zur Sendlinger Mordweihnacht statt. 2005 erinnerten zum dreihundertsten Jahrestag der Mordweihnacht eine große Zahl von Veranstaltungen an vielen mit dem Aufstand zusammenhängenden Orten an die Ereignisse, auch die 14. Braunauer Zeitgeschichte-Tage befassten sich in diesem Jahr mit dem Thema.

## Weblinks

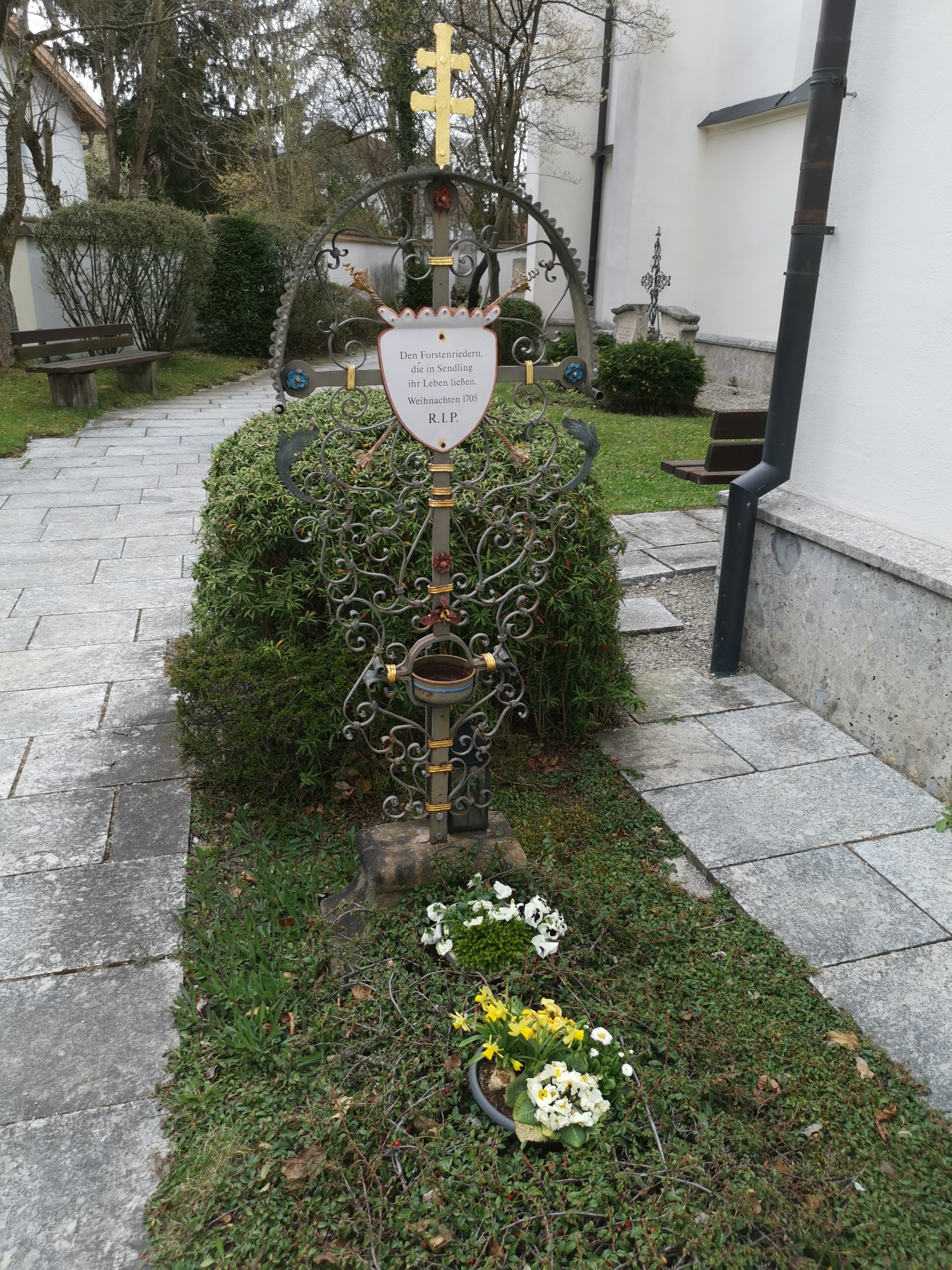
Gedenkkreuz in Forstenried an der Kirche Heilig Kreuz.